# 苦土イットリウムローランド石
苦土イットリウムローランド石（くどイットリウムローランドせき、 Magnesiorowlandite-(Y)）は、2014年に発表された日本産新鉱物で、国立科学博物館の鉱物学者松原聰などにより、三重県菰野町のペグマタイトから発見された。 化学組成はY4Mg(Si2O7)2F2で、三斜晶系。イットリウムローランド石(Rowlandite-(Y))の2価の鉄の位置にマグネシウムが入った種である。